# Thaumalea vakrakantaka
Thaumalea vakrakantaka är en tvåvingeart som beskrevs av Schmid 1970. Thaumalea vakrakantaka ingår i släktet Thaumalea och familjen mätarmyggor. Inga underarter finns listade i Catalogue of Life.